# 魅形拟隆胎鳚
魅形魅形擬隆胎鳚，又稱巴西拟隆胎鳚（學名：Emblemariopsis signifer）是一種分佈在古巴、墨西哥及美國的旗鳚科魚類，深度2至8公尺。它們棲息在西大西洋的珊瑚礁。它們長約3.3厘米，黑眼鰺會獵食它們。